# Metafile
Metafile (hay còn gọi là siêu tập tin) là dạng thuật ngữ generic cho định dạng tập tin có thể chứa nhiều dạng dữ liệu, thông thường bao gồm định dạng tập tin hình ảnh. Những tập tin đồ họa này chứa đồ họa raster, Ảnh vector, dữ liệu kiểu chữ.
Cách dùng phổ biến cho những tập tin này là cung cấp sự hỗ trợ cho một đồ họa hệ điều hành. Ví dụ như Microsoft Windows dùng Windows Metafile hay Windows Metafile (WMF) , và Mac OS X dùng PDF.
Một số ví dụ:
- (PICT) Tài nguyên PICT Macintosh, thay thế bởi PDF ở Mac OS X
- (WMF) Windows Metafile = (EMF) Enhanced Metafile
- (EPS) Encapsulated PostScript
- (CGM) Computer Graphics Metafile
- (PDF) PDF
- (CDR) CorelDRAW
- (SVG) SVG
- (WPG) Word Perfect Graphics
- (RTF) Định dạng RTF